# NHL 1949/50
Die NHL-Saison 1949/50 war die 33. Spielzeit in der National Hockey League. Sechs Teams spielten jeweils 70 Spiele. Den Stanley Cup gewannen die Detroit Red Wings nach einem 4:3-Erfolg in der Finalserie gegen die New York Rangers. Im Halbfinale verletzte sich Gordie Howe lebensgefährlich, als ein Gegenspieler seinem Check auswich und Howe ins Leere laufen ließ. Auf außergewöhnliche Weise schützte die NHL ihre Spieler. Nachdem Torontos Cal Gardner in einem Spiel am 1. Januar Montreals Ken Reardon verletzte, schwor dieser ihm Rache. Reardon musste 1000 Dollar Kaution hinterlegen. Als er am Ende der Saison seine Karriere beendete, erhielt er diese zurück.

## Reguläre Saison

### Abschlusstabelle
Abkürzungen: W = Siege, L = Niederlagen, T = Unentschieden, GF= Erzielte Tore, GA = Gegentore, Pts = Punkte
|                       | W  | L  | T  | GF  | GA  | Pts |
| --------------------- | -- | -- | -- | --- | --- | --- |
| Detroit Red Wings     | 37 | 19 | 14 | 229 | 164 | 88  |
| Canadiens de Montréal | 29 | 22 | 19 | 172 | 150 | 77  |
| Toronto Maple Leafs   | 31 | 27 | 12 | 176 | 173 | 74  |
| New York Rangers      | 28 | 31 | 11 | 170 | 189 | 67  |
| Boston Bruins         | 22 | 32 | 16 | 198 | 228 | 60  |
| Chicago Blackhawks    | 22 | 38 | 10 | 203 | 244 | 54  |

### Beste Scorer
Abkürzungen: GP = Spiele, G = Tore, A = Assists, Pts = Punkte
| Spieler         | Team     | GP | G  | A  | Pts |
| --------------- | -------- | -- | -- | -- | --- |
| Ted Lindsay     | Detroit  | 69 | 23 | 55 | 78  |
| Sid Abel        | Detroit  | 69 | 34 | 35 | 69  |
| Gordie Howe     | Detroit  | 70 | 35 | 33 | 68  |
| Maurice Richard | Montreal | 70 | 43 | 22 | 65  |
| Paul Ronty      | Boston   | 70 | 23 | 36 | 59  |
| Roy Conacher    | Chicago  | 70 | 25 | 31 | 56  |
| Doug Bentley    | Chicago  | 64 | 20 | 33 | 53  |
| Johnny Peirson  | Boston   | 57 | 27 | 25 | 52  |
| Metro Prystai   | Chicago  | 65 | 29 | 22 | 51  |
| Bep Guidolin    | Chicago  | 70 | 17 | 34 | 51  |

## Stanley-Cup-Playoffs
|  | Halbfinale | Halbfinale            | Halbfinale |  |  | Stanley-Cup-Finale | Stanley-Cup-Finale | Stanley-Cup-Finale |
|  |            |                       |            |  |  |                    |                    |                    |
|  |            |                       |            |  |  |                    |                    |                    |
|  | 1          | Detroit Red Wings     | 4          |  |  |                    |                    |                    |
|  | 3          | Toronto Maple Leafs   | 3          |  |  |                    |                    |                    |
|  |            |                       |            |  |  | 1                  | Detroit Red Wings  | 4                  |
|  |            |                       |            |  |  | 4                  | New York Rangers   | 3                  |
|  | 2          | Canadiens de Montréal | 1          |  |  |                    |                    |                    |
|  | 4          | New York Rangers      | 4          |  |  |                    |                    |                    |
|  |            |                       |            |  |  |                    |                    |                    |

## NHL-Auszeichnungen
| Art Ross Trophy:           | Ted Lindsay, Detroit Red Wings  |
| Calder Memorial Trophy:    | Jack Gelineau, Boston Bruins    |
| Hart Memorial Trophy:      | Chuck Rayner, New York Rangers  |
| Lady Byng Memorial Trophy: | Edgar Laprade, New York Rangers |
| Vezina Trophy:             | Bill Durnan, Montréal Canadiens |